# Tabula Clesiana

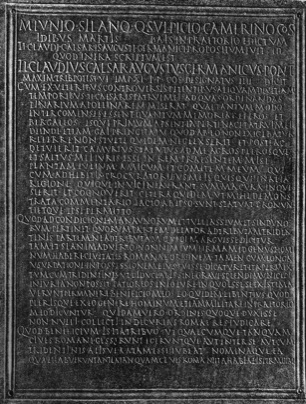
Tabula clesiana. Si notino la disposizione in paragrafi, con rientro del testo e l'ingrandimento del modulo per i nomi dei consoli e la titolatura imperiale. Il tipo di scrittura ricorda quella actuaria, ovvero la capitale libraria.

La Tabula Clesiana (o tavola anaunense o edictum Claudi de civitate Anaunorum) è una lastra di bronzo recante un'epigrafe latina, scoperta nel 1869 presso la località Campi Neri di Cles (TN).
Essa contiene un editto del 46 d.C. con il quale l'imperatore Claudio (Tiberius Claudius Caesar Augustus Germanicus) concedeva la cittadinanza romana agli Anauni, ai Sinduni ed ai Tulliassi (Tulliasses) e trattava della controversia fra i Comensi o Comaschi (Comenses) ed i Bergalei (Bergalei).
Oggi è conservata presso il Museo del Castello del Buonconsiglio a Trento.

## Descrizione
La Tabula clesiana è una lastra di bronzo rettangolare di 49,9 x 37,8 cm e uno spessore di 0,61 cm. Sui quattro spigoli sono presenti quattro fori circolari di 5 millimetri di diametro che ne permettevano il fissaggio ad una parete. Il peso è di 7,14 chilogrammi. Il testo è incorniciato da un bordo rettangolare con una modanatura a gola rovesciata, simile a una cimasa. La Tabula è leggermente incurvata e presenta due ammaccature.

## Il testo
Il testo è composto da 1590 caratteri disposti su 37 righe. I caratteri sono generalmente alti 7 millimetri; nella prima e nella quinta riga sono alti circa 1,5 centimetri. Tra le parole si nota sovente un segno di interpunzione. Su alcune vocali è presente un abbozzo di apex (accento che le caratterizza come vocali lunghe).
| Trascrizione della Tabula clesiana                                | se | N. riga |
| ----------------------------------------------------------------- | -- | ------- |
| M٠IVNIO٠SILANO٠Q٠SVLPICIO٠CAMERINO٠COS                            |    | 1       |
| IDIBVS٠MARTIS٠ BAIS٠IN٠PRAETORIO٠EDICTVM                          |    | 2       |
| TI٠CLAVDI٠CAESARIS٠AVGVSTI٠GERMANICI٠PROPOSITUM٠FVIT٠ID           |    | 3       |
| QVOD٠INFRA٠SCRIPTVM٠EST                                           |    | 4       |
| TI٠CLAVDIVS٠CAESAR٠AVGVSTVS٠GERMANICVS٠PONT                       |    | 5       |
| MAXIM٠TRIB٠POTEST٠VI٠IMP٠XI٠P٠P٠COS٠DESIGNATVS٠IIII٠DICIT         |    | 6       |
| CVM٠EX٠VETERIBVS٠CONTROVERSIS٠PETENTIBVS٠ALIQVAMDIV٠ETIAM         |    | 7       |
| TEMPORIBVS٠TI٠CAESARIS٠PATRVI٠MEI٠AD٠QVAS٠ORDINANDAS              |    | 8       |
| PINARIVM٠APOLLINAREM٠MISERAT٠QVAE٠TANTVM٠MODO                     |    | 9       |
| INTER٠COMENSES٠ESSENT٠QVANTVM٠MEMORIA٠REFERO٠ET                   |    | 10      |
| BERGALEOS٠ISQVE٠PRIMVM٠APSENTIA٠PERTINACI٠PATRVI٠MEI              |    | 11      |
| DEINDE٠ETIAM٠GAI٠PRINCIPATV٠QVOD٠AB٠EO٠NON٠EXIGEBATVR             |    | 12      |
| REFERRE٠NON٠STVLTE٠QVIDEM٠NEGLEXSERIT٠ET٠POSTEAC                  |    | 13      |
| DETVLERIT٠CAMVRIVS٠STATVTVS٠AD٠ME٠AGROS٠PLEROSQVE                 |    | 14      |
| ET٠SALTVS٠MEI٠IVRIS٠ESSE٠IN٠REM٠PRAESENTEM٠MISI                   |    | 15      |
| PLANTAM٠IVLIVM٠AMICVM٠ET٠COMITEM٠MEVM٠QVI                         |    | 16      |
| CVM٠ADHIBITIS٠PROCVRATORIBVS٠MEIS٠QVISQVE٠IN٠ALIA                 |    | 17      |
| REGIONE٠QVIQVE٠IN٠VICINIA٠ERANT٠SVMMA٠CVRA٠INQVI                  |    | 18      |
| SIERIT٠ET٠COGNOVERIT٠CETERA٠QVIDEM٠VT٠MIHI٠DEMONS                 |    | 19      |
| TRATA٠COMMENTARIO٠FACTO٠AB٠IPSO٠SVNT٠STATVAT٠PRONVN               |    | 20      |
| TIETQVE٠IPSI٠PERMITTO                                             |    | 21      |
| QVOD٠AD٠CONDICIONEM٠ANAVNORVM٠ET٠TVLLIASSIVM٠ET٠SINDVNO           |    | 22      |
| RVM٠PERTINET٠QVORUM٠PARTEM٠DELATOR٠ADTRIBVTAM٠TRIDEN              |    | 23      |
| TINIS٠PARTEM٠NE٠ADTRIBVTAM٠QVIDEM٠ARGVISSE٠DICITVR                |    | 24      |
| TAM٠ET٠SI٠ANIMADVERTO٠NON٠NIMIVM٠FIRMAM٠ID٠GENVS٠HOMI             |    | 25      |
| NVM٠HABERE٠CIVITATIS٠ROMANAE٠ORIGINEM٠TAMEN٠CVM٠LONGA             |    | 26      |
| VSVRPATIONE٠IN٠POSSESSIONEM٠EIVS٠FVISSE٠DICATVR٠ET٠ITA٠PERMIX     |    | 27      |
| TVM٠CVM٠TRIDENTINIS٠VT٠DIDVCI٠AB٠IS٠SINE٠GRAVI٠SPLENDI٠MVNICIPI   |    | 28      |
| INIVRIA٠NON٠POSSIT٠PATIOR٠EOS٠IN٠EO٠IVRE٠IN٠QVO٠ESSE٠SE٠EXISTIMA  |    | 29      |
| VERVNT٠PERMANERE٠BENIFICIO٠MEO٠EO٠QVIDEM٠LIBENTIVS٠QVOD           |    | 30      |
| PLERISQVE٠EX٠EO٠GENERE٠HOMINVM٠ETIAM٠MILITARE٠IN٠PRAETORIO        |    | 31      |
| MEO٠DICVNTVR٠QUIDAM٠VERO٠ORDINES٠QVOQVE٠DVXISSE                   |    | 32      |
| NON٠NVLLI٠COLLECTI٠IN٠DECVRIAS٠ROMAE٠RES٠IVDICARE                 |    | 33      |
| QVOD٠BENIFICIVM٠IS٠ITA٠TRIBVO٠VT٠QVAEQVMQVE٠TANQVAM               |    | 34      |
| CIVES٠ROMANI٠GESSERVNT٠EGERVNTQVE٠AVT٠INTER٠SE٠AVT٠CVM            |    | 35      |
| TRIDETINIS٠ALISVE٠RATAM٠ESSE٠IVBEAT٠NOMINAQVE٠EA                  |    | 36      |
| QVAE٠HABVERVNT٠ANTEA٠TANQVAM٠CIVES٠ROMANI٠ITA٠HABERE٠IS٠PERMITTAM |    | 37      |

| Tabula clesiana: scioglimento dello stile epigrafico e note                                             | se | N. riga |
| --- | -- | ------- |
| M(arco) Iunio Silano Q(uinto) Sulpicio Camerino co(n)s(ulibus)                                          |    | 1       |
| Idibus Marti(i)s Bai(i)s in praetorio edictum                                                           |    | 2       |
| Ti(beri) Claudi Caesaris Augusti Germanici propositum fuit id                                           |    | 3       |
| quod infra scriptum est                                                                                 |    | 4       |
| Ti(berius) Claudius Caesar Augustus Germanicus pont(ifex)                                               |    | 5       |
| maxim(us) trib(unicia) potest(ate) VI imp(erator) XI p(ater) p(atriae) co(n)s(ul) designatus IIII dicit |    | 6       |
| Cum ex veteribus controversis petentibus aliquamdiu etiam                                               |    | 7       |
| temporibus Ti(beri) Caesaris patrui mei ad quas ordinandas                                              |    | 8       |
| Pinarium Apollinarem miserat quae tantum modo                                                           |    | 9       |
| inter Comenses essent quantum memoria refero et                                                         |    | 10      |
| Bergaleos isque primum apsentia pertinaci patrui mei                                                    |    | 11      |
| deinde etiam Gai principatu quod ab eo non exigebatur                                                   |    | 12      |
| referre non stulte quidem neglexserit et posteac                                                        |    | 13      |
| detulerit Camurius Statutus ad me agros plerosque                                                       |    | 14      |
| et saltus mei iuris esse in rem praesentem misi                                                         |    | 15      |
| Plantam Iulium amicum et comitem meum qui                                                               |    | 16      |
| cum adhibitis procuratoribus meis quisque in alia                                                       |    | 17      |
| regione quique in vicinia erant summa cura inqui-                                                       |    | 18      |
| sierit et cognoverit cetera quidem ut mihi demons-                                                      |    | 19      |
| trata commentario facto ab ipso sunt statuat pronun-                                                    |    | 20      |
| tietque ipsi permitto                                                                                   |    | 21      |
| Quod ad condicionem Anaunorum et Tulliassium et Sindu-                                                  |    | 22      |
| norum pertinet quorum partem delator adtributam Triden-                                                 |    | 23      |
| tinis partem ne adtributam quidem arguisse dicitur                                                      |    | 24      |
| tam et si animadverto non nimium firmam id genus homi-                                                  |    | 25      |
| num habere civitatis Romanae originem tamen cum longa                                                   |    | 26      |
| usurpatione in possessionem eius fuisse dicatur et ita permix-                                          |    | 27      |
| tum cum Tridentinis ut diduci ab i(i)s sine gravi splendi municipi(i)                                   |    | 28      |
| iniuria non possit patior eos in eo iure in quo esse se existima-                                       |    | 29      |
| verunt permanere benificio meo eo quidem libentius quod                                                 |    | 30      |
| plerisque ex eo genere hominum etiam militare in praetorio                                              |    | 31      |
| meo dicuntur quidam vero ordines quoque duxisse                                                         |    | 32      |
| non nulli collecti in decurias Romae res iudicare                                                       |    | 33      |
| Quod benificium i(i)s ita tribuo ut quaecumque tanquam                                                  |    | 34      |
| cives Romani gesserunt egeruntque aut inter se aut cum                                                  |    | 35      |
| Tridentinis alisve ratam esse iubeat nominaque ea                                                       |    | 36      |
| quae habuerunt antea tanquam cives Romani ita habere i(i)s permittam.                                   |    | 37      |
| (CIL V, 5050)                                                                                           |    |         |

## Traduzione e commenti
La Tabula riporta un editto che tratta due distinte questioni: la prima è la controversia tra Comenses (comensi o comaschi) e Bergalei (probabilmente localizzati nell'attuale val Bregaglia), la seconda riguarda la concessione dell'adtributio (aggregazione) di Anauni, Sinduni e Tulliassi al municipium di Tridentum.
L'intestazione
alle idi di marzo, nel pretorio di Baia, venne affisso l'editto di Tiberio Claudio Augusto Germanico che viene riportato qui di seguito.
Tiberio Claudio Cesare Augusto Germanico, pontefice massimo con potestà tribunizia per la sesta volta, imperatore per l'undicesima volta,
padre della patria, console designato per la quarta volta, dice:»
(righe: 1÷6)
Il consolato aveva la durata di un anno. Quindi l'indicazione dei nomi dei due consoli nell'intestazione permette di determinare la data dell'affissione: il 15 marzo del 46 d.C. (799 ab Urbe condita).
Quinto Sulpicio Camerino era un consul suffectus, cioè entrato in carica nel corso dell'anno in sostituzione di un altro console.
Baia era nota località di riposo di imperatori e aristocrazia, corrispondente all'attuale Baia (Bacoli).
Il termine dicit caratterizza l'intestazione degli editti.
La controversia tra Comenses e Bergalei
e poiché in seguito Camurio Statuto mi informò che molti dei campi coltivati (agri) e dei boschi (o pascoli, saltus) sono di mia proprietà: mandai sul posto Giulio Planta, mio amico e compagno, il quale, convocati i miei procuratori, sia quelli che stavano in altra regione, sia quelli della zona, con la massima cura condusse un'indagine e istruì la questione; per tutte le altre pendenze, lo incarico di dirimere e di decidere, secondo le soluzioni che mi prospettò nella relazione da lui compilata.»
(righe: 7÷21)
La natura della controversia tra Comenses e Bergalei non è nota: si pensa a problemi confinari o fiscali (di tasse, vectigal, dovute e non pagate). Mentre Comum era un municipium dal 49 a.C. non è noto se i Bergalei fossero aggregati a quel municipio o se il loro territorio facesse parte della Rezia o fosse parte dei terreno sotto la diretta giurisdizione dell'imperatore. Quando Tiberio era imperatore fu inviato sul luogo Pinario Apollinare per indagare sul contenzioso ma né lui né Gaio Caligola gli chiesero di stendere una relazione e la questione si trascinò fino all'impero di Claudio che rimprovera i suoi predecessori di trascuratezza. (Claudio era figlio di Druso che a sua volta era fratello di Tiberio; quindi Tiberio era zio di Claudio.) È noto che Tiberio trascurò il governo dell'impero, allontanandosi da Roma (vedi Il ritiro in Campania nel 26 d.C.).
La questione ritornò alla luce quando Camurio Statuto segnalò che molti dei terreni oggetto della contestazione erano sotto la diretta giurisdizione imperiale e Claudio decise di approfondire il problema inviando sul posto l'amico Giulio Planta.
Le terre dell'arco alpino che dipendevano direttamente dall'imperatore furono conquistate in età augustea; esse godevano dell'extraterritorialità rispetto alle popolazioni locali, erano gestite da funzionari dell'amministrazione imperiale e i residenti non avevano gli stessi diritti delle popolazioni adtributae. Camurio Statuto era verosimilmente un procurator, un funzionario dell'imperatore che ne tutelava gli interessi. Il verbo detulerit (da deferre) nel gergo giuridico ha il significato di denuncia, delazione; pratica ammessa e anzi incoraggiata presso i romani.
L'adtributio di Anauni, Sinduni e Tulliassi
Concedo loro tale beneficio, per cui, qualunque attività o azione giudiziaria abbiano intrapreso come se fossero stati cittadini romani, fra di loro o con i Tridentini o con altri, ordino che siano ritenute valide; e permetto loro di mantenere i nomi da cittadini romani che, in passato, avevano preso.»
(righe: 22÷37)
Mentre non vi sono dubbi sulla località in cui risiedevano gli Anauni, per Sinduni e Tulliassi si ritiene che popolassero la stessa val di Non o valli attigue, come la val di Sole o la val Rendena, ma non vi sono documenti certi al riguardo.
Queste tre popolazioni godevano, al più, di uno status giuridico di semplici peregrini ma, data l'intensa frequentazione con il municipium di Tridentum, con il tempo, si erano, arrogati titoli e cariche che non spettavano loro.
L'editto di Claudio cerca di sanare la situazione con effetto retroattivo aggregandoli, dal punto di vista amministrativo e giurisdizionale, al municipium trentino e alla tribù Papiria.
L'adtributio ad un vicino municipium era un beneficio che comportava uno status di diritto, lo ius Latii, intermedio tra quello di peregrini e il plenum ius, la piena cittadinanza romana. Chi ne godeva poteva coltivare i territori su cui risiedeva ma doveva pagare un'imposta al municipium a cui veniva associato. Parte di quei terreni potevano inoltre essere confiscati dall'imperatore che, solo se lo voleva, poteva permetterne l'uso ai residenti dietro pagamento di una tassa (agri vectigales).
Le regioni alpine costituivano una zona di frontiera conquistata in tempi recenti. In esse i municipia e territori provinciali non avevano confini precisi, e gli abitanti si dividevano tra cittadini romani con pieni diritti e peregrini. Probabilmente solo in parte gli abitanti di quelle valli risultavano già "aggregati" a Tridentum già nel I secolo a.C., mentre altri non lo erano.

## Il ritrovamento
Secondo il verbale dell'autorità municipale di Cles, del 30 aprile 1869, la Tabula venne scoperta casualmente il 29 aprile 1869 nella località nota come Campi Neri. dove in precedenza erano stati trovati altri oggetti antichi tra cui iscrizioni dedicate al dio Saturno,
sul terreno di un filatoio di proprietà di Giacomo Moggio da un lavorante che aveva scavato una buca per la calce:
(Filippo Serafini)

## Ripercussioni politiche
Il Trentino, dopo aver fatto parte del Regno di Baviera, per decisione di Napoleone Bonaparte nel 1810 venne annesso al Regno d'Italia ma venne poi a far parte della Contea del Tirolo creando insoddisfazione in parte della popolazione di lingua italiana che si sentiva una minoranza emarginata. Nasceva un movimento, l'irredentismo, che ambiva a ottenere l'annessione al Regno d'Italia. Il Trattato di Vienna (1866) chiude la Terza guerra di indipendenza italiana e il Trentino resta austriaco come parte del Tirolo.
In questo contesto il ritrovamento della Tabula clesiana, dove in sostanza si affermava che il Trentino era stato parte dell'Impero romano, ebbe una forte risonanza sulla minoranza italiana. Due giorni dopo il suo rinvenimento, sabato 1º maggio, il quotidiano La Voce Cattolica (nº 53) pubblicava notizia del ritrovamento.
Il lunedì successivo, il 3 maggio, un quotidiano concorrente Il Trentino (n. 99) riprendeva la notizia con più dettagli riportando il testo della Tavola e sostenendo che era una prova documentale che il Trentino nell'antichità era romano e non terra dei Reti.
Al quotidiano di lingua tedesca Bote für Tirol und Vorarlberg del 5 maggio, che definiva la Tabula "un interessante documento del Tirolo", Il Trentino replicava: "questo romano monumento è esclusivamente trentino, e il Tirolo non c'entra né per molto né per poco... Mentre Trento era già una fiorente colonia romana, e i cittadini del Trentino erano pareggiati ai Romani, quel paese che si chiama adesso Tirolo aveva avanti di se ancora presso a quattordici secoli prima che un documento qualunque registrasse il suo nome." Va ricordato che il fondatore e direttore de Il Trentino era l'abate Giovanni a Prato, ardente patriota, fautore della separazione del Trentino dal Tirolo tedesco.
Giovanni a Prato, che conosceva Giacomo Moggio, si fece consegnare la Tabula e la espose nel Castello del Buonconsiglio. Contattò inoltre Theodor Mommsen, professore di storia romana all'Università di Berlino e noto studioso dell'antichità classica a cui si deve uno dei saggi più autorevoli sulla Tabula, dal titolo: Edikt des Kaisers Claudius über das römische Bürgerrecht der Anauner von J. 46 n. Chr. Il saggio fu poi tradotto in italiano e pubblicato prima come supplemento del quotidiano Il Trentino sempre nel 1869 e nel 1890 in occasione di un convegno della Società Alpinisti Tridentini tenuto a Fondo. In copertina si riportava che il prezzo del volumetto, 50 soldi, sarebbe stato devoluto alla costruzione del monumento a Dante a Trento.
Nello stesso tempo il conte Matteo Thun (o Thunn) fece avere il testo della tabula a Francesco Schupfer, che ne fece una traduzione e uno studio pubblicato nel volume 3 di "Archivio giuridico", dove affermava: "... erano nuovi popoli dimenticati che risorgevano come per incanto alla vita era una intera civiltà ignorata o mal compresa che doveva spiegarsi co' suoi smaglianti colori sotto ai nostri sguardi era infine una nuova e solenne affermazione della italianità di una gente divelta ora dal seno della madre patria e a seconda che più vuolsi un mesto ricordo che i morti mandano dal loro sepolcro secolare ai vivi o una protesta".
Nel 1883 l'irredentista e storico trentino Giovanni Oberziner postulava, con il suo scritto I Reti in relazione cogli antichi abitatori d'Italia, l'antica latinità di tutto il territorio trentino-tirolese, creando un narrativo al quale si ricondurrà poi Ettore Tolomei per la sua campagna di italianizzazione in provincia di Bolzano.